# Patrik Pinte
Patrik Pinte (sinh 6 tháng 1 năm 1997) là một cầu thủ bóng đá Slovakia hiện tại thi đấu cho Szombathelyi Haladás ở vị trí tiền đạo.

## Sự nghiệp câu lạc bộ
Anh là con trai của cựu cầu thủ bóng đá quốc gia Slovakia Attila Pinte.

### ŠK Slovan Bratislava
Pinte ra mắt tại Fortuna Liga cho ŠK Slovan Bratislava ngày 5 tháng 3 năm 2017 trước 1. FC Tatran Prešov.